# Ледниковое поле

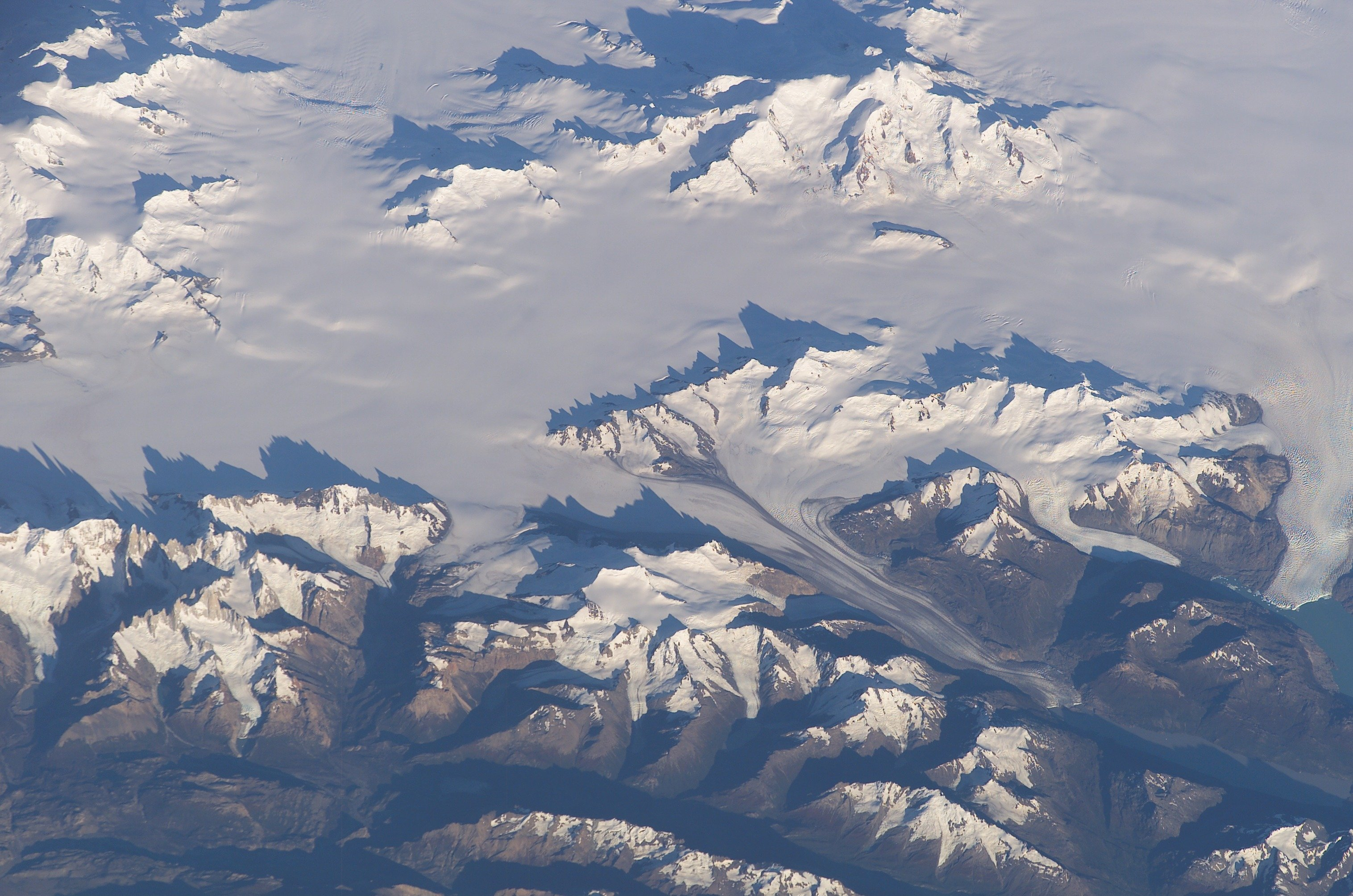
Южное Патагонское ледниковое плато

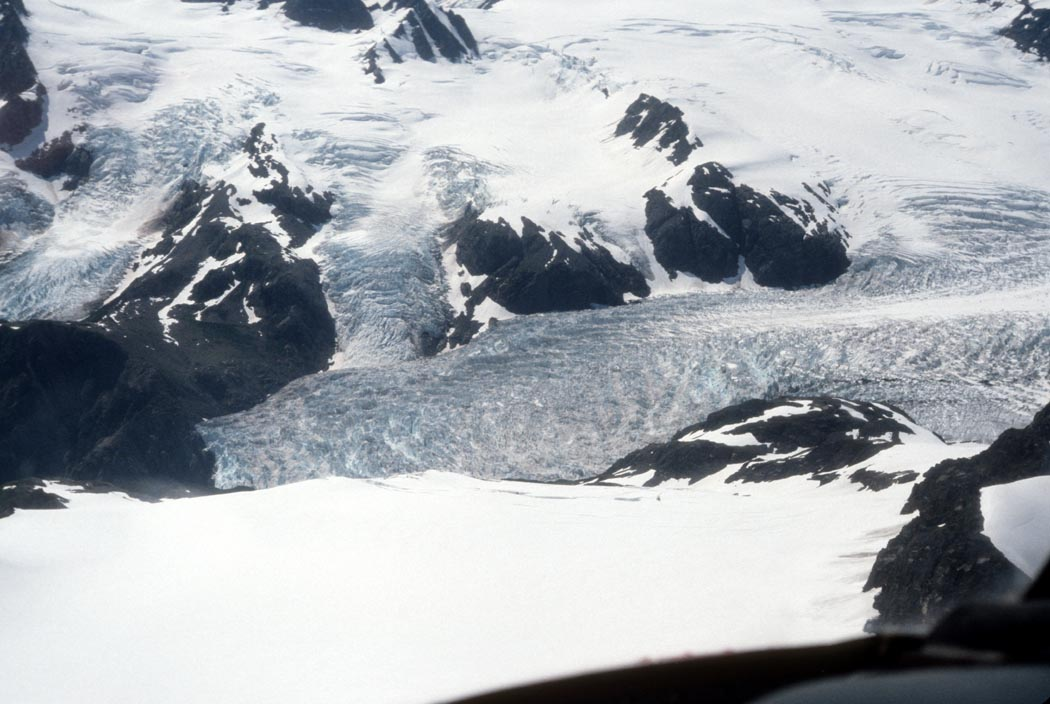
Ледниковое поле в национальном резервате Кенай

Ледниковое поле — обширные территории в полярных регионах, формирующиеся за счет значительного накопления снега, который за годы компрессии и замерзания, превращается в лед. Учитывая влияние гравитации на лед, ледниковые поля обычно формируются над значительными территориями (над долинами или сверху плато), а следовательно позволяют толщине льда сформироваться над ландшафтом и не прерываться ледниковыми тоннелями. Ледники часто формируются на границах ледниковых полей и служат как гравитационные дренажи ледникового поля, которое в свою очередь восстанавливается снегопадами. Ледниковое поле не ограничено топографией, в отличие от ледниковой шапки. Оно также отличается от ледниковой шапки тем, что не имеет купольной формы.

## Европа
Самые большие ледниковые поля в Европе находятся в Норвегии (Доврефьелль и Ютунхеймен), Исландии, Шпицбергене, Земле Франца-Иосифа.

## Северная Америка
Одним из наиболее прославленных является Колумбийское ледниковое поле в Скалистых горах, расположенное между Джаспером и Банфом, Альберта.
Также, из наиболее известных — Ледниковое поле Stikine и Ледниковое поле Джуно — оба расположены на границе между Британской Колумбией и Аляской.

## Южная Америка
Из наиболее известных — Северное Патагонское ледниковое плато и Южное Патагонское ледниковое плато.